# 全国大学対校男女混合駅伝競走大会
全国大学対校男女混合駅伝競走大会（ぜんこくだいがくたいこうだんじょこんごうえきでんきょうそうたいかい）は、2021年より毎年2月第3日曜に大阪府大阪市で開催されている男女混合学生駅伝競走。
第4回までは「全国招待大学対校男女混合駅伝競走大会」の名称であったが、第5回より現在の名称に変更された。
第4回までは本大会の併設大会として国立大東西四大学対校戦が合わせて実施されていた。

## 全国大学対校男女混合駅伝競走大会

### 概要
第2回と第3回大会は長居公園内にある長居第二陸上競技場（ヤンマーフィールド長居）、第1回と第4回大会以降は長居陸上競技場（ヤンマースタジアム長居）をスタート・フィニッシュ地点に設定。公園内の周回コース20㎞（3km･2km･5km･3km･2km･5km）を男女各3区間、計6区間で争う。
区間
| 1区  | 3km  | 男子区間 | -        |
| 2区  | 2km  | -        | 女子区間 |
| 3区  | 5km  | 男子区間 | -        |
| 4区  | 3km  | -        | 女子区間 |
| 5区  | 2km  | 男子区間 | -        |
| 6区  | 5km  | -        | 女子区間 |
| 合計 | 20km | 男子10km | 女子10km |

主催
- 関西学生陸上競技連盟
- 関西テレビ放送
- 産経新聞社（産経新聞）

後援
- 日本学生陸上競技連合
- 関西経済連合会
- 大阪府・大阪市
- サンケイスポーツ他

### 出場校
- 第4回まで

主催者が招待した関東・関西の大学と関西学連選抜(正式参加)
- 第5回から

前年の上位12校と、世界陸連が定めるスコアリングテーブルを用いて主催者が選考し、出場権を与えた大学と関西学連選抜(オープン参加)

### 成績

#### 歴代優勝校
| 回次  | 開催日         | 優勝校 (回数) | 優勝校 (回数) | タイム  | 総距離 | 出場チーム数 |
| ----- | -------------- | ------------- | ------------- | ------- | ------ | ------------ |
| 第1回 | 2021年 3月21日 | 順天堂大学    |               | 1:01:53 | 20.0km | 17           |
| 第2回 | 2022年 2月20日 | 順天堂大学    | 2             | 1:01:19 | 20.0km | 20           |
| 第3回 | 2023年 2月19日 | 日本体育大学  |               | 1:00:50 | 20.0km | 19           |
| 第4回 | 2024年 2月18日 | 順天堂大学    | 3             | 1:00:06 | 20.0km | 19           |
| 第5回 | 2025年 2月16日 | 日本体育大学  | 2             | 0:58:27 | 20.0km | 21           |

#### 歴代出場校の順位
- 第4回大会以降のボールド体 の校名は次大会でのシード権獲得校を表す。
- 第5回大会以降の◎付きの校名は当該大会でのシード出場校を表す。
- 第5回大会以降の関西学連選抜はオープン参加（OP）のため順位なし。括弧内の数字はゴールした順番を表す。

| 第1回 （2021年3月21日） | 第1回 （2021年3月21日） |
| ----------------------- | ----------------------- |
| 優勝                    | 順天堂大学              |
| 2位                     | 京都産業大学            |
| 3位                     | 日本体育大学            |
| 4位                     | 立命館大学              |
| 5位                     | 城西大学                |
| 6位                     | 中央大学                |
| 7位                     | 関西大学                |
| 8位                     | 筑波大学                |
| 9位                     | 大阪大学                |
| 10位                    | 佛教大学                |
| 11位                    | 関西外国語大学          |
| 12位                    | 拓殖大学                |
| 13位                    | 関西学連選抜            |
| 14位                    | 神戸学院大学            |
| 15位                    | 神戸大学                |
| 16位                    | 大阪学院大学            |
| 17位                    | 大阪教育大学            |

| 第2回 （2022年2月20日） | 第2回 （2022年2月20日） |
| ----------------------- | ----------------------- |
| 優勝                    | 順天堂大学              |
| 2位                     | 中央大学                |
| 3位                     | 関西大学                |
| 4位                     | 日本体育大学            |
| 5位                     | 立命館大学              |
| 6位                     | 東洋大学                |
| 7位                     | 拓殖大学                |
| 8位                     | 筑波大学                |
| 9位                     | 城西大学                |
| 10位                    | 関西学連選抜            |
| 11位                    | 神戸学院大学            |
| 12位                    | 東海大学                |
| 13位                    | 佛教大学                |
| 14位                    | 京都産業大学            |
| 15位                    | 関西学院大学            |
| 16位                    | 大阪大学                |
| 17位                    | 関西外国語大学          |
| 18位                    | 神戸大学                |
| 19位                    | 大阪教育大学            |
| 20位                    | びわこ成蹊スポーツ大学  |

| 第3回 （2023年2月19日） | 第3回 （2023年2月19日） |
| ----------------------- | ----------------------- |
| 優勝                    | 日本体育大学            |
| 2位                     | 関西大学                |
| 3位                     | 中央大学                |
| 4位                     | 順天堂大学              |
| 5位                     | 城西大学                |
| 6位                     | 立命館大学              |
| 7位                     | 筑波大学                |
| 8位                     | 東洋大学                |
| 9位                     | 拓殖大学                |
| 10位                    | 立教大学                |
| 11位                    | 関西学連選抜            |
| 12位                    | 京都産業大学            |
| 13位                    | 同志社大学              |
| 14位                    | 神戸学院大学            |
| 15位                    | 関西学院大学            |
| 16位                    | 明治国際医療大学        |
| 17位                    | 佛教大学                |
| 18位                    | 京都教育大学            |
| 19位                    | 大阪教育大学            |

| 第4回 （2024年2月18日） | 第4回 （2024年2月18日） |
| ----------------------- | ----------------------- |
| 優勝                    | 順天堂大学              |
| 2位                     | 日本体育大学            |
| 3位                     | 城西大学                |
| 4位                     | 京都産業大学            |
| 5位                     | 拓殖大学                |
| 6位                     | 関西大学                |
| 7位                     | 立命館大学              |
| 8位                     | 筑波大学                |
| 9位                     | 関西学連選抜            |
| 10位                    | 駿河台大学              |
| 11位                    | 中央大学                |
| 12位                    | 東洋大学                |
| 13位                    | 立教大学                |
| 14位                    | 摂南大学                |
| 15位                    | 同志社大学              |
| 16位                    | 佛教大学                |
| 17位                    | 明治国際医療大学        |
| 18位                    | 大阪大学                |
| 19位                    | 京都教育大学            |

| 第5回 （2025年2月16日） | 第5回 （2025年2月16日） |
| ----------------------- | ----------------------- |
| 優勝                    | 日本体育大学◎           |
| 2位                     | 大東文化大学            |
| 3位                     | 順天堂大学◎             |
| 4位                     | 駿河台大学◎             |
| 5位                     | 筑波大学◎               |
| 6位                     | 関西大学◎               |
| 7位                     | 立教大学◎               |
| 8位                     | 京都産業大学◎           |
| 9位                     | 城西大学◎               |
| 10位                    | 中央大学◎               |
| 11位                    | 立命館大学◎             |
| 12位                    | 亜細亜大学              |
| 13位                    | 拓殖大学◎               |
| 14位                    | 東洋大学◎               |
| 15位                    | 環太平洋大学            |
| 16位                    | 佛教大学                |
| 17位                    | 早稲田大学              |
| 18位                    | 摂南大学                |
| 19位                    | 同志社大学              |
| 20位                    | 明治国際医療大学        |
| OP(16)                  | 関西学連選抜            |

## 国立大東西四大学対校戦
「全国招待大学対校男女混合駅伝競走大会」と合わせて同時実施されている男女混合学生駅伝競走。参加大学は国立大学の4つの大学で、関東圏・関西圏から各2大学が選抜招待され実施されている。招待対象大学が「全国招待大学対校男女混合駅伝競走大会」の選考基準を満たしている場合、当該チームは両方の大会出場を兼ねることになる。
（関東圏）：東京大学、一橋大学
（関西圏）：京都大学、大阪大学
「大会要項」に記載されている本大会の「企画意図」として次の様に記述されている。
```
企画意図
学生陸上の創成期である明治、大正時代は、官立大学（旧制大学）が中心となって学生 陸上界を牽引してきたが、戦後新制大学が人口増により多く設立され、今や大学 駅伝については男女とも私立大学が大都市圏では優位にたっている状況にある。 地方の国立大学が全日本クラスの駅伝大会に出場することは見受けられるが、関東 関西圏の国立大学が全日本クラスの駅伝大会に出場するのは、条件が整わない限り 難しい状況となってきている。このような環境の中で、学生陸上の創成期から陸上 競技部を有し、チームでの全国大会への出場を夢見ている学生のために、今回関東・ 関西から選抜された国立大学による対校戦を行い、国立大学の学生に「全日本クラス の駅伝出場」という夢を提供する大会を目指したい。
```

### 概要
第2回と第3回大会は長居公園内にある長居第二陸上競技場（ヤンマーフィールド長居）、第1回と第4回大会以降は長居陸上競技場（ヤンマースタジアム長居）をスタート・フィニッシュ地点に設定。公園内の周回コース20㎞（3km･2km･5km･3km･2km･5km）を男女各3区間、計6区間で争う。

### 結果
| 回次         | 1位      | 2位      | 3位      | 4位      |
| ------------ | -------- | -------- | -------- | -------- |
| 第1回 / 2021 | 大阪大学 | 東京大学 | 京都大学 | 一橋大学 |
| 第2回 / 2022 | 大阪大学 | 東京大学 | 一橋大学 | 京都大学 |
| 第3回 / 2023 | 大阪大学 | 京都大学 | 一橋大学 | 東京大学 |
| 第4回 / 2024 | 大阪大学 | 一橋大学 | 京都大学 | 東京大学 |

## 放送
主催の関西テレビで生放送。第4回までは、BSフジでも同時ネットした。
第5回は、BSフジに代わってフジテレビで放送。また、大会アンバサダーを西畑大吾（なにわ男子）が担当。西畑は優勝チームインタビューも担当した。